# Pterostichus
Genre
Le genre Pterostichus comprend des insectes coléoptères prédateurs de la famille des Carabidae, dont les adultes ont pour proies principalement les pucerons, les diptères et les larves de coléoptères sur les grandes cultures et les cultures légumières.

## Classification
Le genre Pterostichus est décrit par Bonelli en 1810,

## Liste des espèces
Selon ITIS (5 août 2010) :
- Pterostichus acomanus Casey
- Pterostichus acutipes Barr
- Pterostichus adoxus Say, 1823

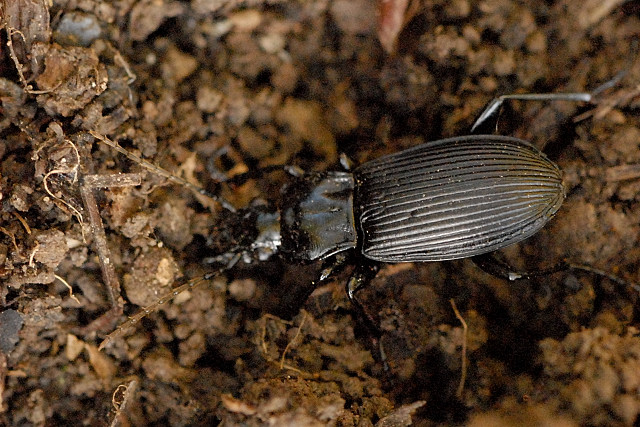
Pterostichus anthracinus photographié dans les Ardennes belges, à Commanster

- Pterostichus adstrictus Eschscholtz
- Pterostichus agonus Horn
- Pterostichus alamedae Casey
- Pterostichus algidus Leconte, 1852
- Pterostichus amethystinus Mannerheim
- Pterostichus amnicolus Casey
- Pterostichus ampliatus Bates
- Pterostichus angustus Dejean
- Pterostichus annosis Casey
- Pterostichus anomalus Chaudoir
- Pterostichus arcanus Casey
- Pterostichus arcticola Chaudoir
- Pterostichus arizonicus Schaeffer
- Pterostichus auriga Ball
- Pterostichus aztecus Tschitscherine
- Pterostichus baldwini Casey
- Pterostichus barbarinus Casey
- Pterostichus barryorum Ball
- Pterostichus basilaris Mannerheim
- Pterostichus beyeri Vandyke
- Pterostichus biocryus Ball
- Pterostichus bispiculatus Casey
- Pterostichus blanchardi Horn
- Pterostichus brachypterus Chaudoir
- Pterostichus brevicornis Kirby
- Pterostichus bryanti Vandyke
- Pterostichus bryantoides Ball
- Pterostichus bucolicus Casey
- Pterostichus cacumensi Ball
- Pterostichus californicus Dejean, 1828
- Pterostichus caligans Horn
- Pterostichus canallatus Casey
- Pterostichus caribou Ball
- Pterostichus carolinus Darlington, 1931
- Pterostichus castaneus Dejean
- Pterostichus castanipes Menetries
- Pterostichus caudicalis Say, 1823
- Pterostichus chalcites Say, 1823
- Pterostichus chipewyan Ball
- Pterostichus circulosus Lindroth
- Pterostichus cochlearis Hacker
- Pterostichus coloradensis Csiki
- Pterostichus congestus Menetries
- Pterostichus coracinus Newman
- Pterostichus corrusculus Leconte, 1873
- Pterostichus corvinus Dejean
- Pterostichus corvus Leconte, 1873
- Pterostichus costatus Menetries
- Pterostichus craterense Hatch
- Pterostichus crenicollis Leconte, 1873
- Pterostichus cubensis Darlington
- Pterostichus cuneatulus Casey
- Pterostichus cursitor Leconte, 1852
- Pterostichus curtipennis Motschulsky
- Pterostichus cyanicolor Chaudoir
- Pterostichus diabolus Casey
- Pterostichus diligendus Chaudoir
- Pterostichus diplophryus Chaudoir
- Pterostichus ebeninus Dejean
- Pterostichus ecarinatus Hatch
- Pterostichus empetricola Dejean
- Pterostichus esuriens Casey
- Pterostichus evanescens Casey
- Pterostichus falli Vandyke
- Pterostichus femoralis Kirby
- Pterostichus fenyesi Csiki
- Pterostichus flohri Bates
- Pterostichus fuchsi Schaeffer
- Pterostichus fumorum Darlington
- Pterostichus gerstlensis Ball
- Pterostichus gliscans Casey
- Pterostichus gracilior Le Conte, 1873
- Pterostichus gravis Le Conte, 1873
- Pterostichus gregalis Casey
- Pterostichus haematopus Dejean
- Pterostichus haftorni Lindroth
- Pterostichus haldemani Le Conte, 1848
- Pterostichus hatchi Hacker
- Pterostichus herculaneus Mannerheim
- Pterostichus honestus Say, 1823
- Pterostichus horne Le Conte, 1873
- Pterostichus horni Le Conte, 1873
- Pterostichus hudsonicus Leconte, 1863
- Pterostichus humboldti Casey
- Pterostichus humidulus Van Dyke
- Pterostichus humilis Casey
- Pterostichus hypogeus Barr
- Pterostichus idahoae Csiki
- Pterostichus illini Casey
- Pterostichus inanis Horn
- Pterostichus inermis Fall
- Pterostichus infernalis Hatch
- Pterostichus ingens Casey
- Pterostichus inopinus Casey
- Pterostichus intectus Casey
- Pterostichus iripennis Nicolay & Weiss
- Pterostichus isabellae Le Conte
- Pterostichus jacobinus Casey
- Pterostichus johnsoni Ulke
- Pterostichus kansanus Casey
- Pterostichus kotzebuei Ball
- Pterostichus laborans Casey
- Pterostichus lacertus Casey
- Pterostichus lachrymosus Newman
- Pterostichus laetulus Leconte, 1863
- Pterostichus lama Menetries
- Pterostichus lanei Van Dyke
- Pterostichus lassulus Casey
- Pterostichus leconteianus Lutshnik
- Pterostichus licinoides Motschulsky
- Pterostichus lobatus Hacker
- Pterostichus longicollis Casey
- Pterostichus longissimus Bates
- Pterostichus longulus Leconte, 1873
- Pterostichus louisinis Casey
- Pterostichus lubricus Le Conte, 1852
- Pterostichus luctuosus Dejean
- Pterostichus lucublandus Say, 1823
- Pterostichus lustrans Leconte, 1851
- Pterostichus madidus Fabricius, 1775
- Pterostichus malkini Hatch
- Pterostichus mancus Leconte, 1852
- Pterostichus mandibularis Ball
- Pterostichus marinensis Hacker
- Pterostichus melanarius Illiger
- Pterostichus menetriesi Motschulsky
- Pterostichus mercedianus Casey
- Pterostichus mexicanus Chaudoir
- Pterostichus minus Casey
- Pterostichus miscellus Casey
- Pterostichus molestus Say, 1823
- Pterostichus monedulus Germar
- Pterostichus morionides Chaudoir
- Pterostichus mottolensis Hacker
- Pterostichus mutus Say, 1823
- Pterostichus nearcticus Lindroth
- Pterostichus neobrunneus Lindroth
- Pterostichus nigrocoeruleus Vandyke
- Pterostichus nimius Motschulsky
- Pterostichus nivalis Sahlberg
- Pterostichus novus Straneo
- Pterostichus oblongopunctatus
- Pterostichus obscurus Say, 1834
- Pterostichus obsidianus Casey
- Pterostichus occultus Casey
- Pterostichus ohionis Csiki
- Pterostichus ordinarius Casey
- Pterostichus oregonus Leconte, 1861
- Pterostichus oscitans Tschitscherine
- Pterostichus osculans Casey
- Pterostichus ovalipennis Casey
- Pterostichus pacificus Van Dyke
- Pterostichus palmi Schaeffer
- Pterostichus panticulatus Casey
- Pterostichus parallelus Motschulsky
- Pterostichus parasimilis Ball
- Pterostichus parens Casey
- Pterostichus patruelis Dejean
- Pterostichus pensylvanicus Leconte, 1873
- Pterostichus pergracilis Casey
- Pterostichus perseverus Motschulsky
- Pterostichus pimalis Casey
- Pterostichus pinguedineus Eschscholtz
- Pterostichus placerensis Casey
- Pterostichus planctus Leconte, 1852
- Pterostichus planus Sahlberg
- Pterostichus plethorus Darlington
- Pterostichus plutonicus Casey
- Pterostichus praetermissus Chaudoir
- Pterostichus primus Darlington, 1931
- Pterostichus proctractus Le Conte, 1860
- Pterostichus protensiformis Casey
- Pterostichus protensipennis Casey
- Pterostichus protractus Leconte, 1860
- Pterostichus pumilus Casey
- Pterostichus punctatissimus Randall
- Pterostichus putus Casey
- Pterostichus relictus Newman
- Pterostichus riparius Dejean
- Pterostichus rostratus Newman
- Pterostichus rothi Hatch
- Pterostichus rubripes Motschulsky
- Pterostichus scitulus Leconte, 1848
- Pterostichus scrutator Leconte, 1848
- Pterostichus scutellaris Leconte, 1873
- Pterostichus sejungendus Chaudoir
- Pterostichus sequoiarum Casey
- Pterostichus serratipes Chaudoir
- Pterostichus serripes Leconte, 1875
- Pterostichus setosus Hatch
- Pterostichus shulli Hatch
- Pterostichus sierranus Casey
- Pterostichus similis Mannerheim
- Pterostichus soperi Ball
- Pterostichus sphodrinus Leconte, 1863
- Pterostichus spissitarsis Casey
- Pterostichus splendidulus Le Conte, 1863
- Pterostichus sponsor Casey
- Pterostichus spraguei Le Conte, 1873
- Pterostichus stantonensis Ball
- Pterostichus stapedius Hacker
- Pterostichus strenuus Panzer
- Pterostichus strigosulus Casey
- Pterostichus stygicus Say, 1823
- Pterostichus subacutus Casey
- Pterostichus sublaevis Sahlberg
- Pterostichus suffusus Casey
- Pterostichus superciliosus Say, 1823
- Pterostichus surgens LeConte, 1878
- Pterostichus taeniolus Bates
- Pterostichus tahoensis Casey
- Pterostichus tareumiut Ball
- Pterostichus tarsalis Leconte, 1873
- Pterostichus tartaricus Say, 1823
- Pterostichus tenebricosus Dejean
- Pterostichus termitiformis Vandyke
- Pterostichus testaceus Van Dyke
- Pterostichus texanus Leconte, 1863
- Pterostichus tiliaceoradix Ball
- Pterostichus trinitensis Hacker
- Pterostichus tropicalis Bates
- Pterostichus tuberculofemoratus Hatch
- Pterostichus tumescens Le Conte, 1863
- Pterostichus unicarum Darlington, 1931
- Pterostichus vandykei Schaeffer
- Pterostichus ventralis Say, 1825
- Pterostichus ventricosus Eschscholtz
- Pterostichus vermiculosus Menetries
- Pterostichus vernalis Panzer
- Pterostichus vernix Casey
- Pterostichus vicinus Mannerheim
- Pterostichus violaceotinctus Straneo
- Pterostichus zunianus Casey

## Espèces fossiles
Selon Paleobiology Database en 2023, les espèces fossiles référencées sont les dix-sept suivantes :
- †Pterostichus abrogatus, Scudder 1890
- †Pterostichus depletus, Scudder 1900
- †Pterostichus destitutus, Scudder 1890
- †Pterostichus destructus, Scudder 1890
- †Pterostichus distinctus, Piton and Théobald 1939
- †Pterostichus dormitans, Scudder 1890
- †Pterostichus fernquisti, Wickham 1931
- †Pterostichus fractus, Scudder 1890
- †Pterostichus gelidus, Scudder 1877
- †Pterostichus gracilis, Dejean 1828
- †Pterostichus gurnetensis, Cockerell 1921
- †Pterostichus laevigatus, Scudder 1890
- †Pterostichus minutulus, Heer 1862
- †Pterostichus molestus, Théobald 1937
- †Pterostichus pumpellyi, Scudder 1900
- †Pterostichus vetustus, Heer 1862
- †Pterostichus walcotti, Scudder 1900[2]

## Galerie

Quelques espèces vivantes du genre Pterostichus.
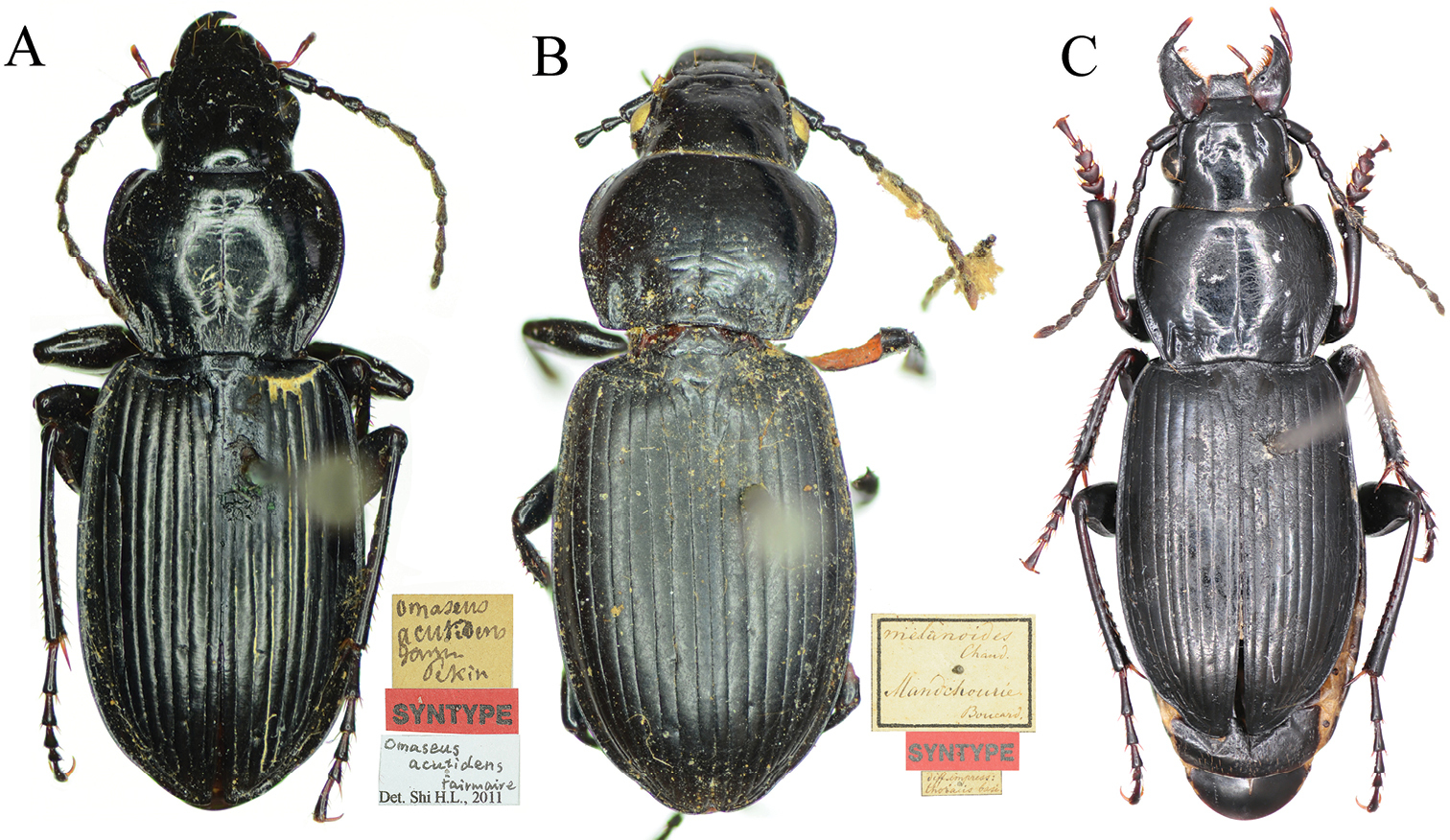
A : Pterostichus acutidens B : Pterostichus melanodes C : Pterostichus rasilis.
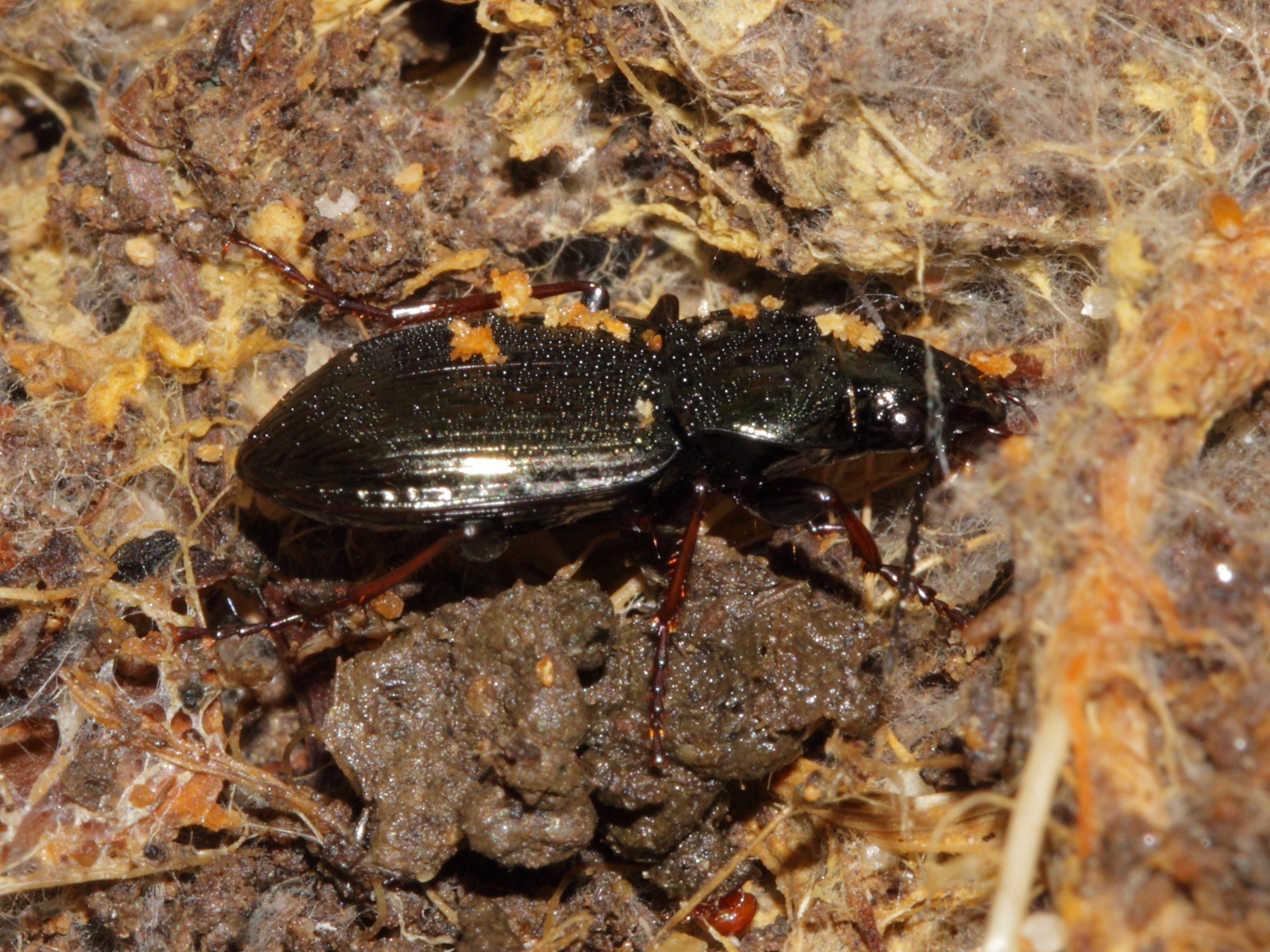
Pterostichus oblongopunctatus.
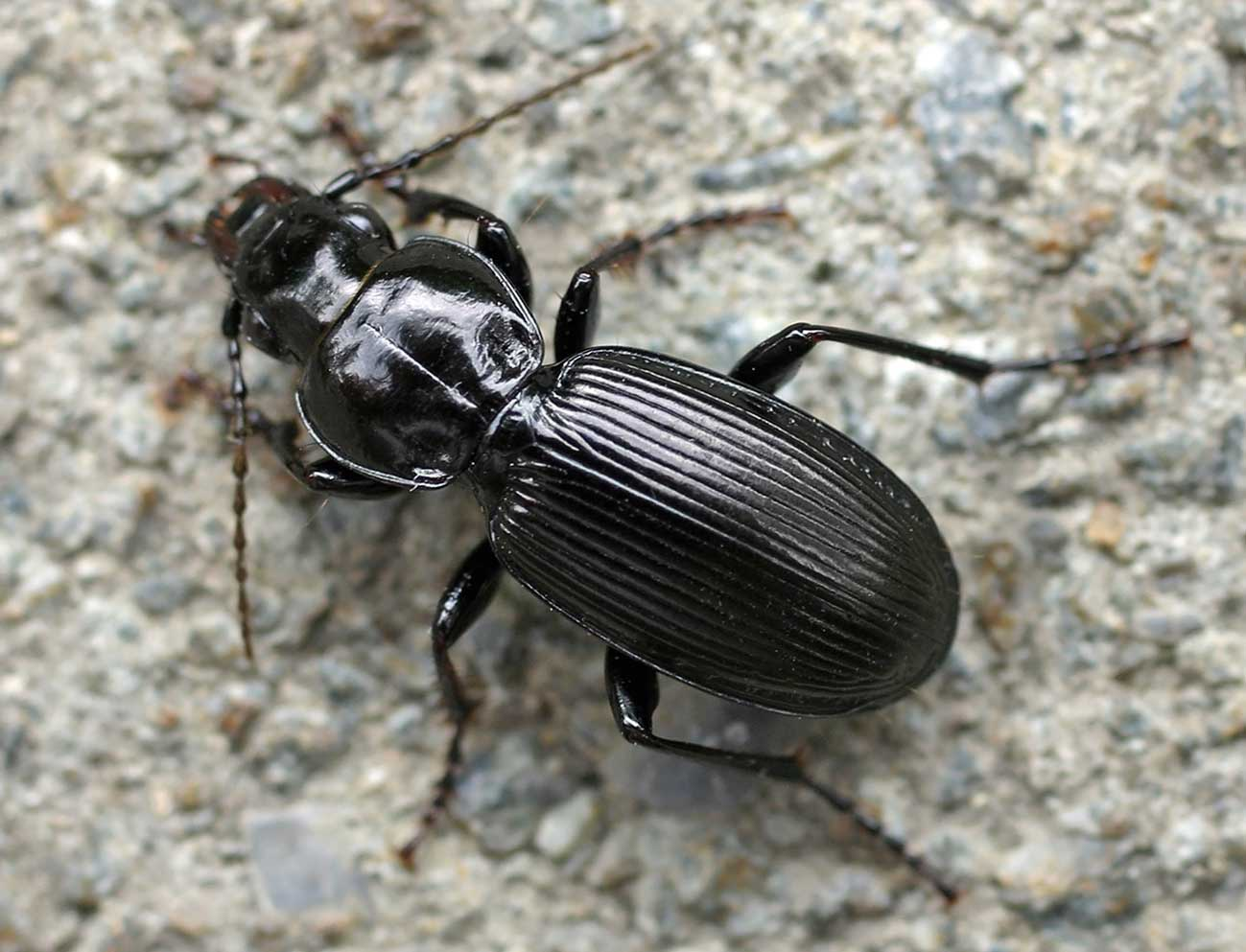
Pterostichus madidus.
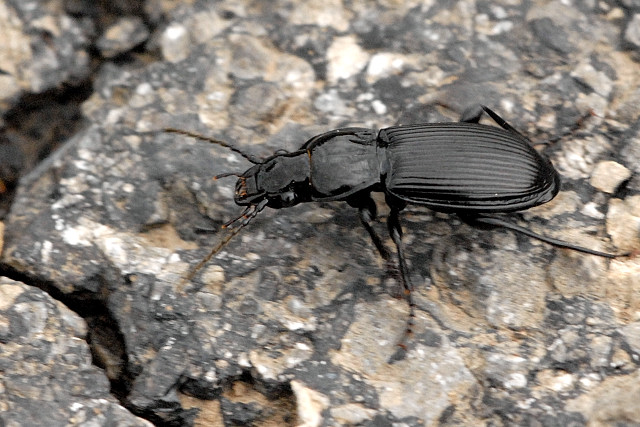
Pterostichus.melanarius (le Carabe noir des jardins).

### Publication originale
- F. A. Bonelli, Observations Entomologiques. Première Partie (Cicindélètes et Portion des Carabiques), 1810, 1-58 p.